# William de Leftwich Dodge
William de Leftwich Dodge (1867-1935) est un artiste américain surtout connu pour ses peintures murales réalisées pour des bâtiments publics et privés.

## Enfance et éducation
Il naît à Liberty, en Virginie. En 1879, sa mère, Mary de Leftwich Dodge, une artiste en herbe, déménage en Europe. Après avoir vécu à Munich, la famille s'installe à Paris, où Mary travaille dans le milieu de l'art. Dodge suit l'exemple de sa mère et devient artiste. Il passe la majeure partie de son enfance en France, étudie à l'École des beaux-arts et obtient la première place aux examens de 1881. Il  se forme auprès de Jean-Léon Gérôme et de Raphaël Collin à l'Académie Colarossi et se rend à Munich pour y poursuivre ses études.

## Carrière

### Premières commandes

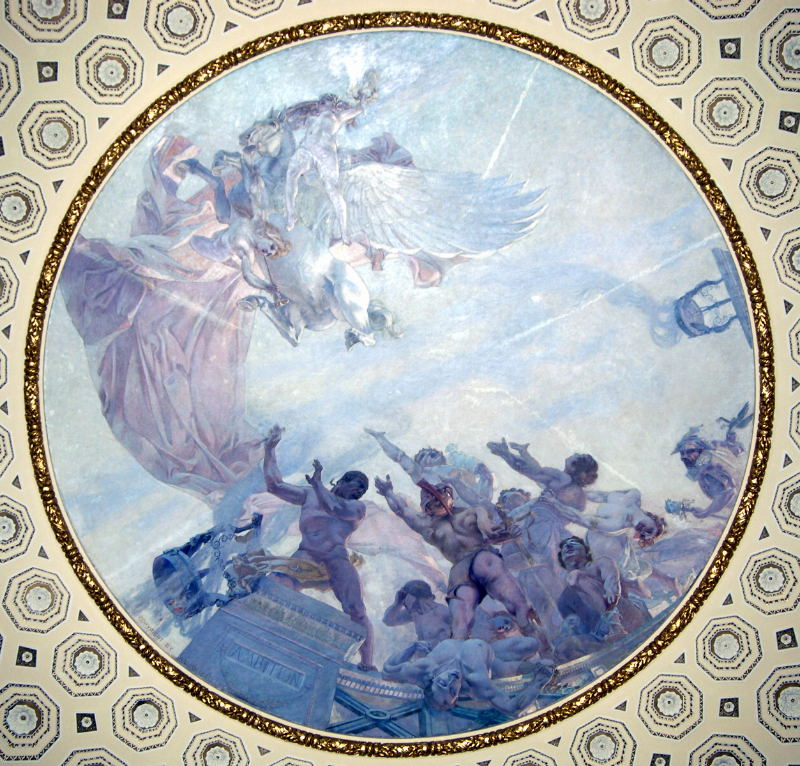
Peinture murale au plafond (un des cinq panneaux), Bibliothèque du Congrès, Washington DC, 1895.

Dodge réalise ses premières commandes qui lui valent la renommée aux États-Unis, d'abord à l'Exposition universelle de 1893 à Chicago, où sa peinture murale « Glorification des arts et des sciences » orne le dôme intérieur du bâtiment administratif,. L'exposition a lieu à l'occasion du 400e anniversaire de l'arrivée de Christophe Colomb dans le Nouveau Monde. Il vit à Paris lorsqu'il se porte candidat à des commandes d'œuvres murales pour la Bibliothèque du Congrès, œuvres qu'il achève en 1895.[réf. nécessaire]

### New York

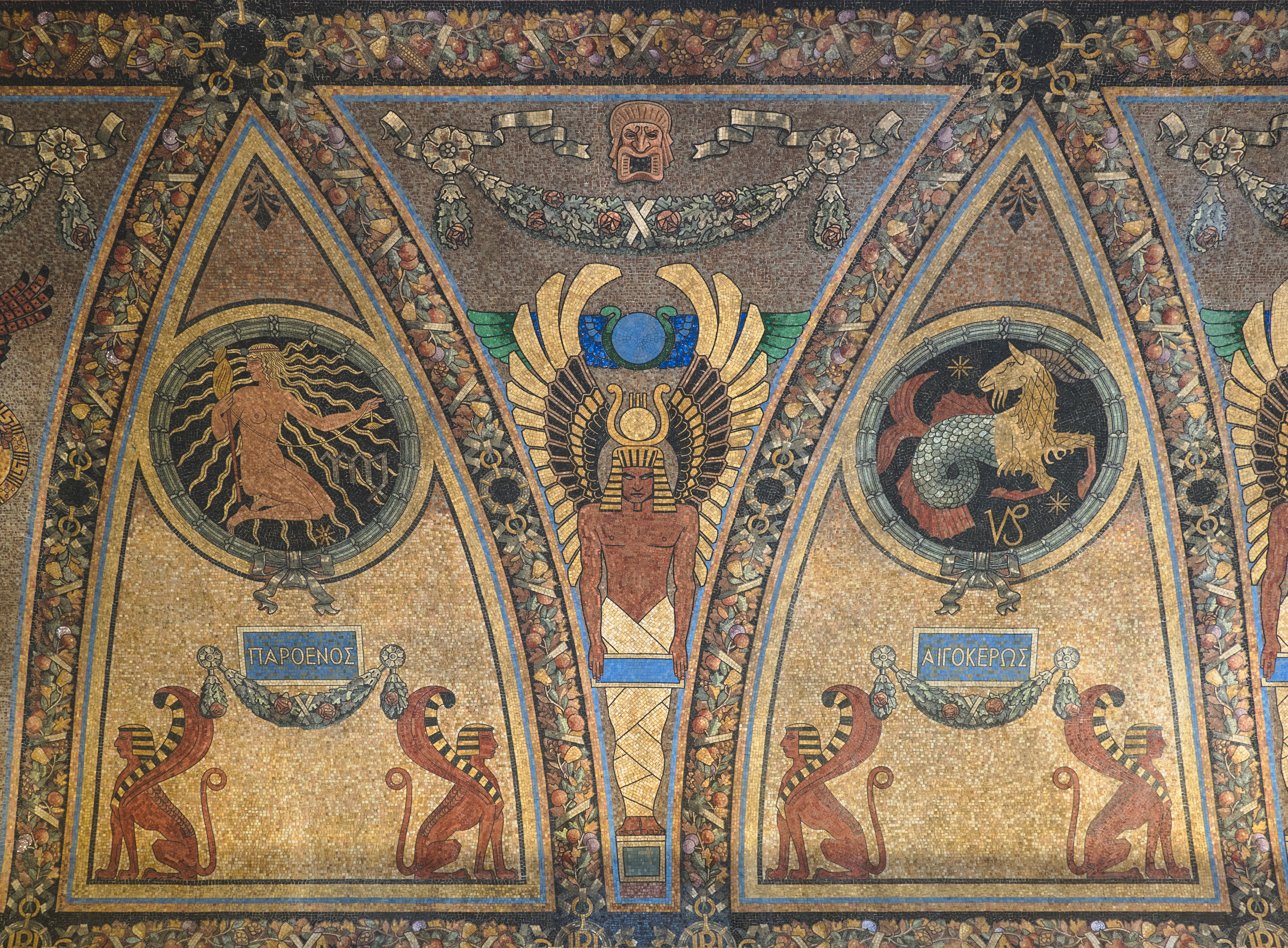
Segment de la mosaïque de Dodge au palais de justice de Surrogate, New York, vers 1905.

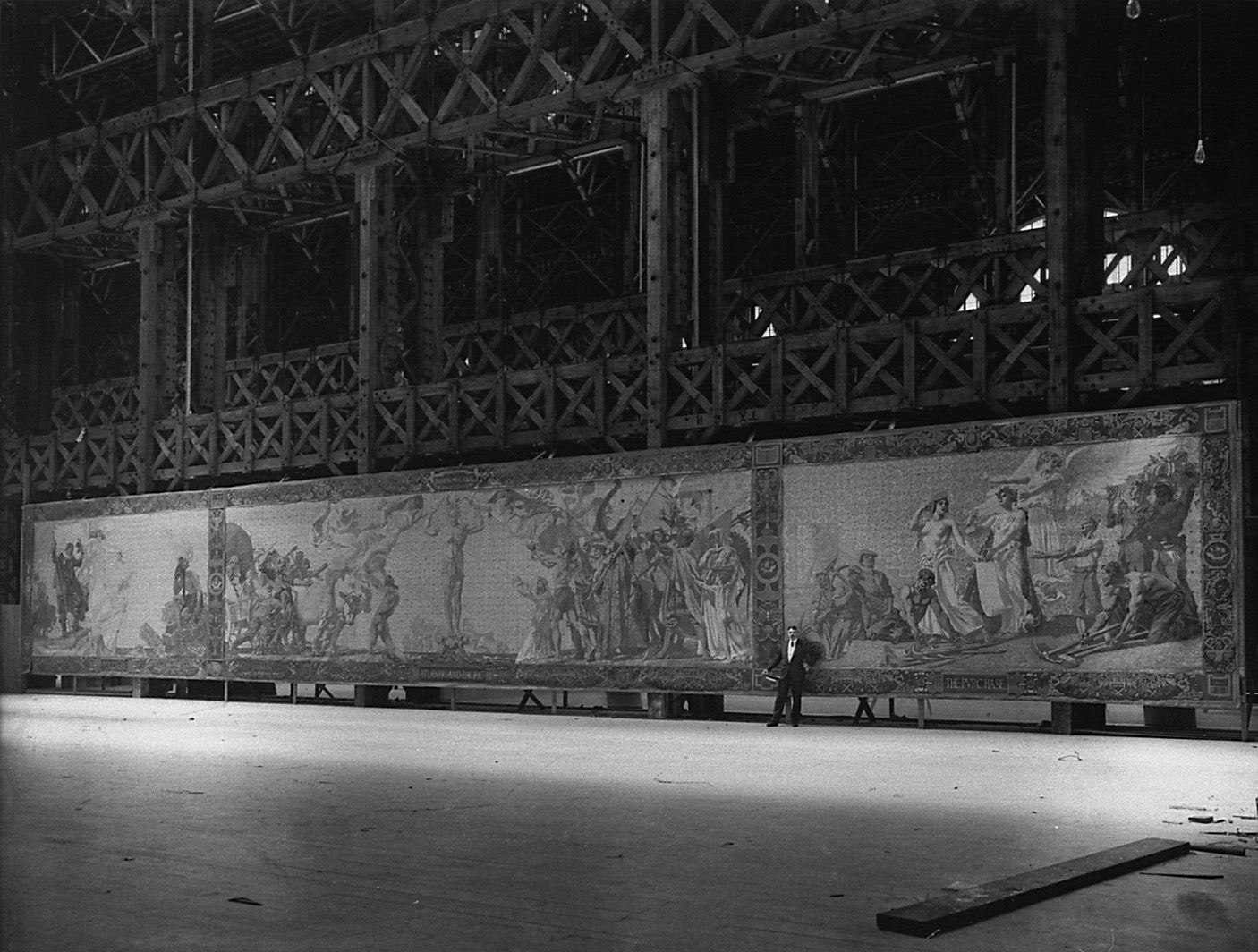
Moitié de la fresque murale de 200 pieds en six sections pour la Tour des Joyaux à l'Exposition internationale Panama Pacific, San Francisco, 1915.

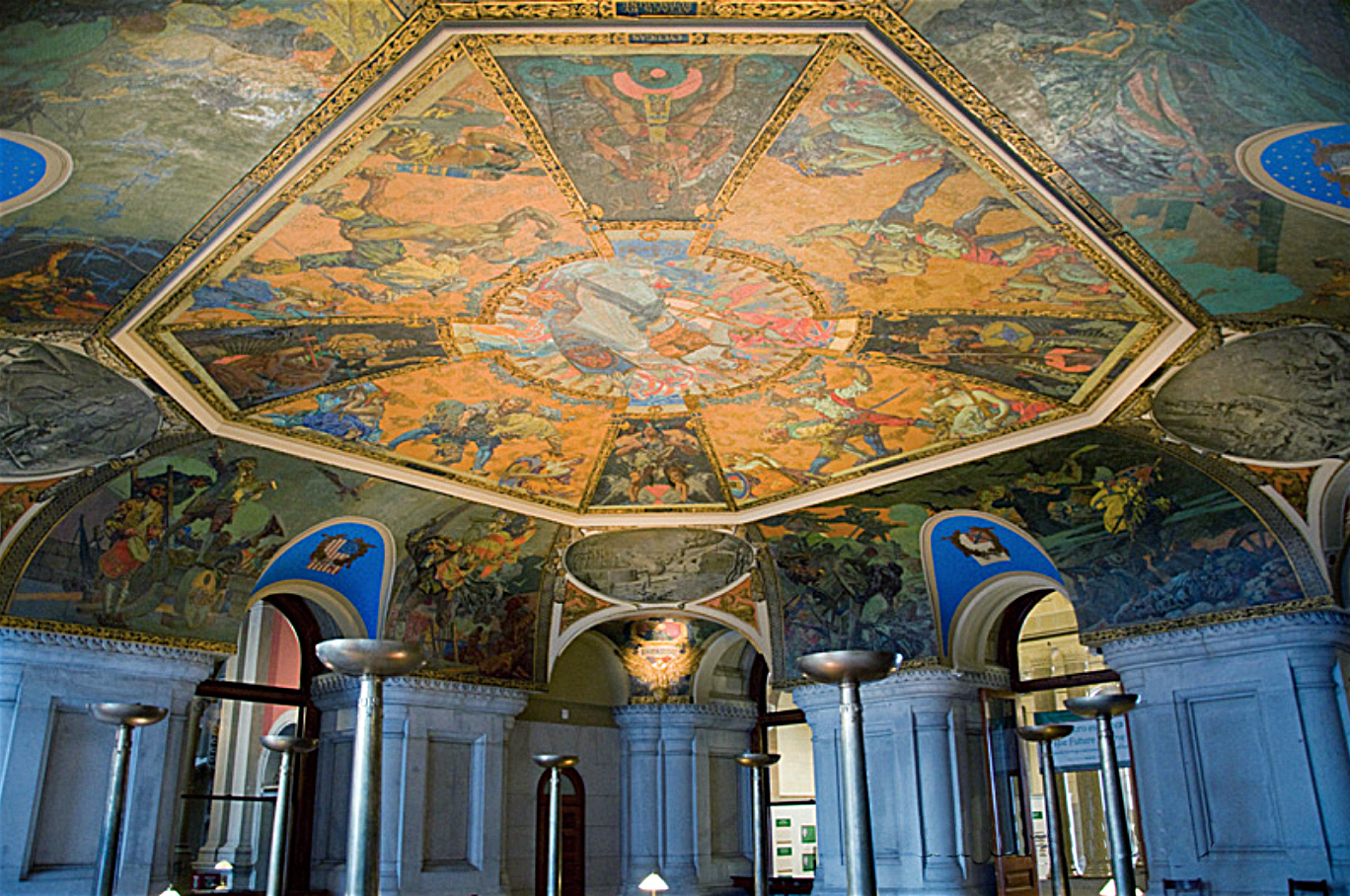
Vingt et un panneaux de plafond dans la salle de réception du gouverneur au Capitole de l'État de New York à Albany, 1929.

Il se fait connaître comme muraliste lorsque le genre est à son apogée, commandé pour de grands bâtiments publics ainsi que pour des hôtels et des demeures privés. Les peintures murales sont considérées comme une forme d’art pouvant toucher directement le public. Dodge s'inspire de divers styles, optant pour un genre héroïque et néoclassique. Ayant connu le succès, il conçoit sa maison familiale à Setauket en 1906, la classique Villa Francesca, du nom de son épouse.
Les peintures de Dodge montrent l'influence de l'impressionnisme et du fauvisme. Vers la fin de sa carrière, il s'intéresse à l'art maya. Ses œuvres sont conservées dans les collections permanentes du Metropolitan Museum of Art et de la National Academy of Design.

## Vie privée
Il meurt à son domicile de New York, au 52 West 9th Street à Manhattan. Il est enterré au cimetière de Woodlawn dans le Bronx, à New York.

## Peintures murales
Les peintures murales importantes de Dodge comprennent :
- Peintures murales pour le dôme du bâtiment administratif, conçues par Richard Morris Hunt, lors de l'Exposition universelle de 1893 à Chicago.
- Peintures murales pour le bâtiment Thomas Jefferson, Bibliothèque du Congrès, Washington, DC, vers 1895.
- Peintures murales de l'Histoire du Canada pour l'hôtel King Edward, à Toronto, en Ontario, faisant l'objet d'un procès historique en matière de droits des artistes, 1903.
- Peintures murales pour le palais de justice du comté d'Onondaga, Syracuse, New York, 1904.
- Quatre peintures murales du hall de l'hôtel Astor, représentant le New York ancien et moderne, 1904.
- Mosaïque de plafond du zodiaque et autres œuvres, au palais de justice de Surrogate (alias Hall of Records), New York[5], vers 1905.
- Peinture murale pour l'hôtel Algonquin, New York, 1906.
- Travaux pour un certain nombre d'hôtels et de théâtres de New York, dont trois peintures murales et la palette de couleurs du Fulton Theatre/Helen Hayes Theatre, architectes Herts & Tallant, 1911 (bâtiment rasé).
- Atlantique et Pacifique, l'une des nombreuses peintures murales qu'il a réalisées pour l'Exposition internationale Panama-Pacifique, San Francisco, 1915.
- Six peintures murales pour l'hôtel de ville de Buffalo, Buffalo, New York. Deux grandes peintures murales dans le hall d'entrée principal représentent le rôle de la ville en tant que ville frontalière, tandis que quatre peintures murales au bout des couloirs montrent le travail de la ville dans les domaines de la « Charité », de la « Protection », de l'« Éducation » et de la « Construction ». Achevé en 1931.
- Peintures murales au plafond de scènes de bataille, salle de réception du gouverneur, Capitole de l'État de New York, Albany, New York.
- Trois peintures murales dans la grande salle de lecture, Seerley Hall de l'Université du Nord de l'Iowa. Le premier s'appelle In Memoriam, le deuxième Education et le troisième est une combinaison de trois tableaux, appelés The Glory and Grandeur of Iowa. Les trois sections de la troisième sont connues sous les noms d'Agriculture, de Conseil des Indiens et de Commonwealth.

## Galerie

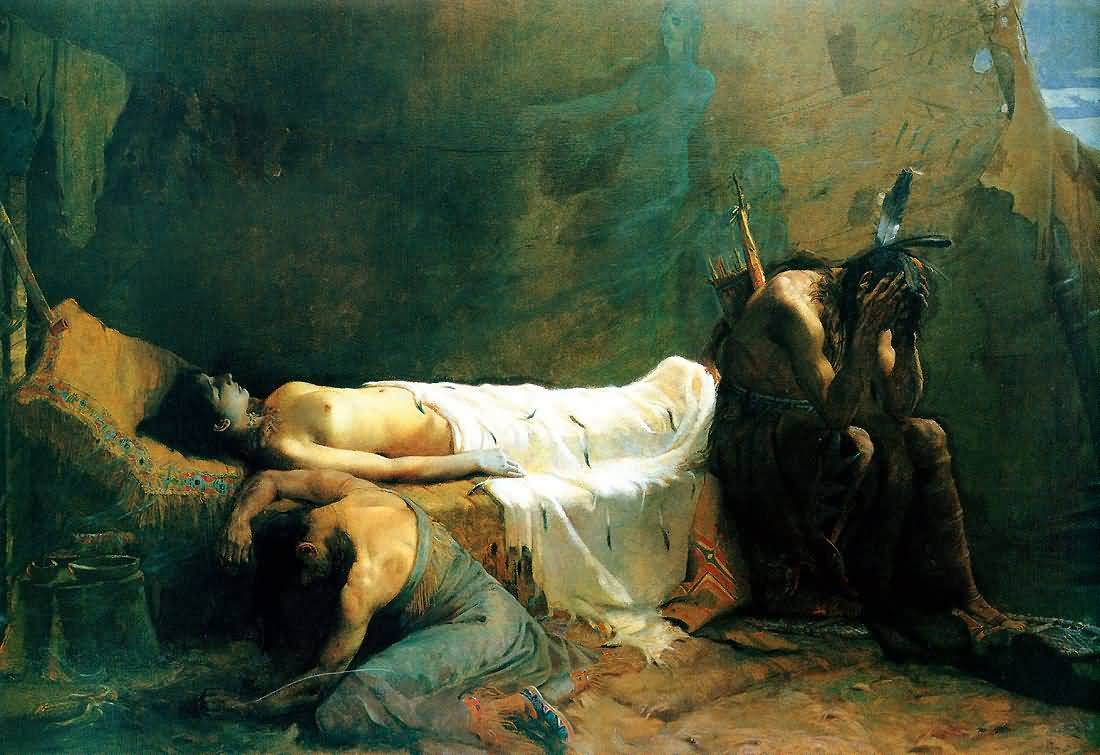
The Death of Minnehaha, illustration du Chant de Hiawatha par William de Leftwich Dodge, 1887.
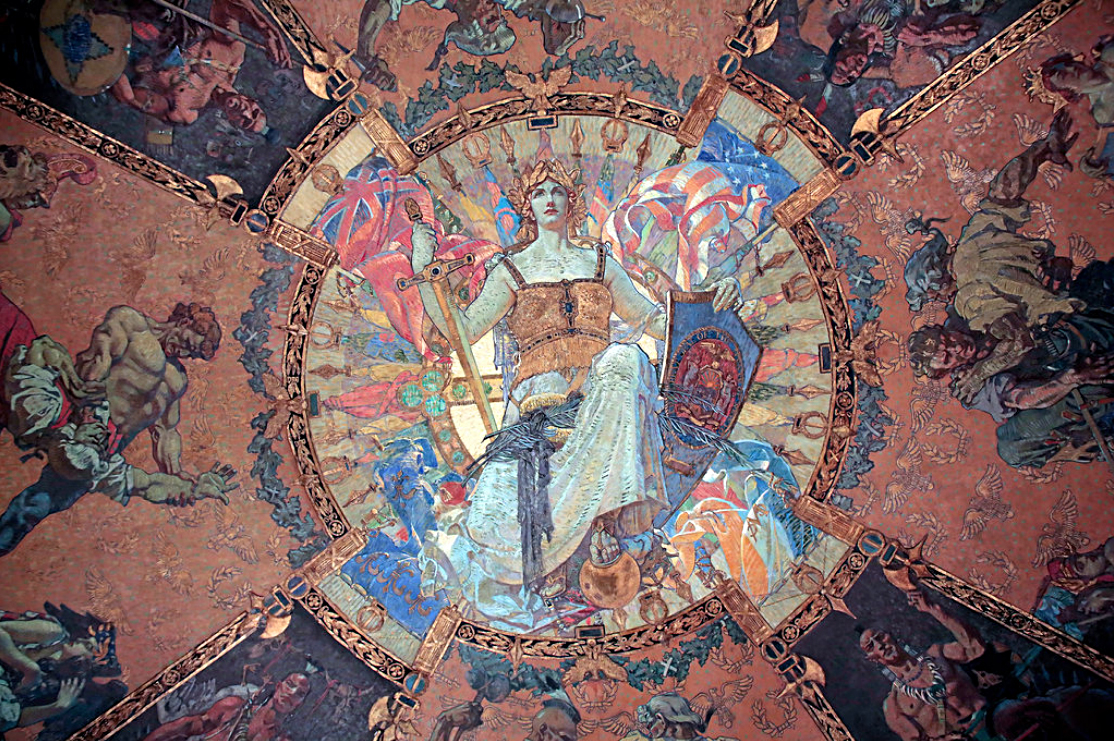
Panneau central, plafond de la salle de réception du gouverneur au Capitole de l'État de New York à Albany, 1929.
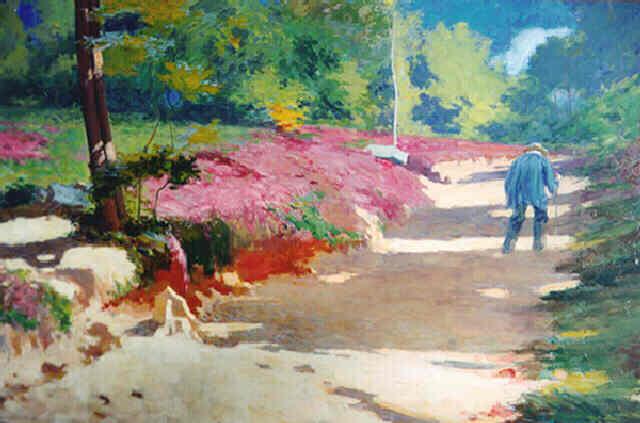
Chemin ensoleillé, 1891.
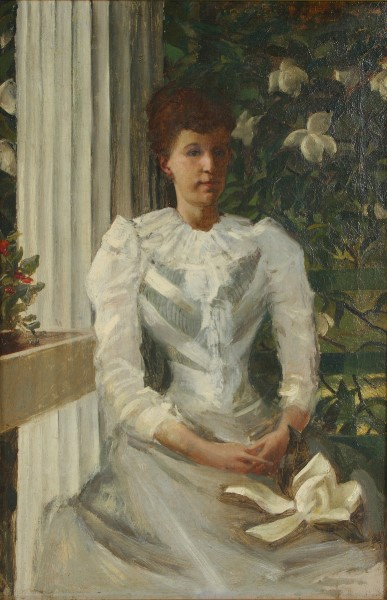
Femme victorienne en blanc, 1891.
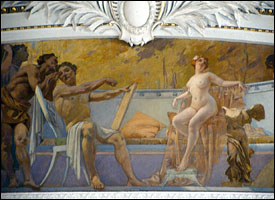
Peinture murale dans le bâtiment Jefferson de la Bibliothèque du Congrès, 1896.
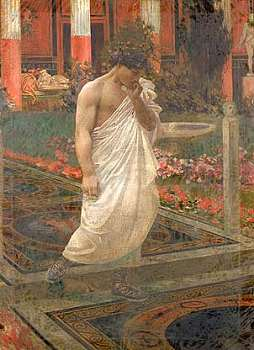
Méditation, 1897.
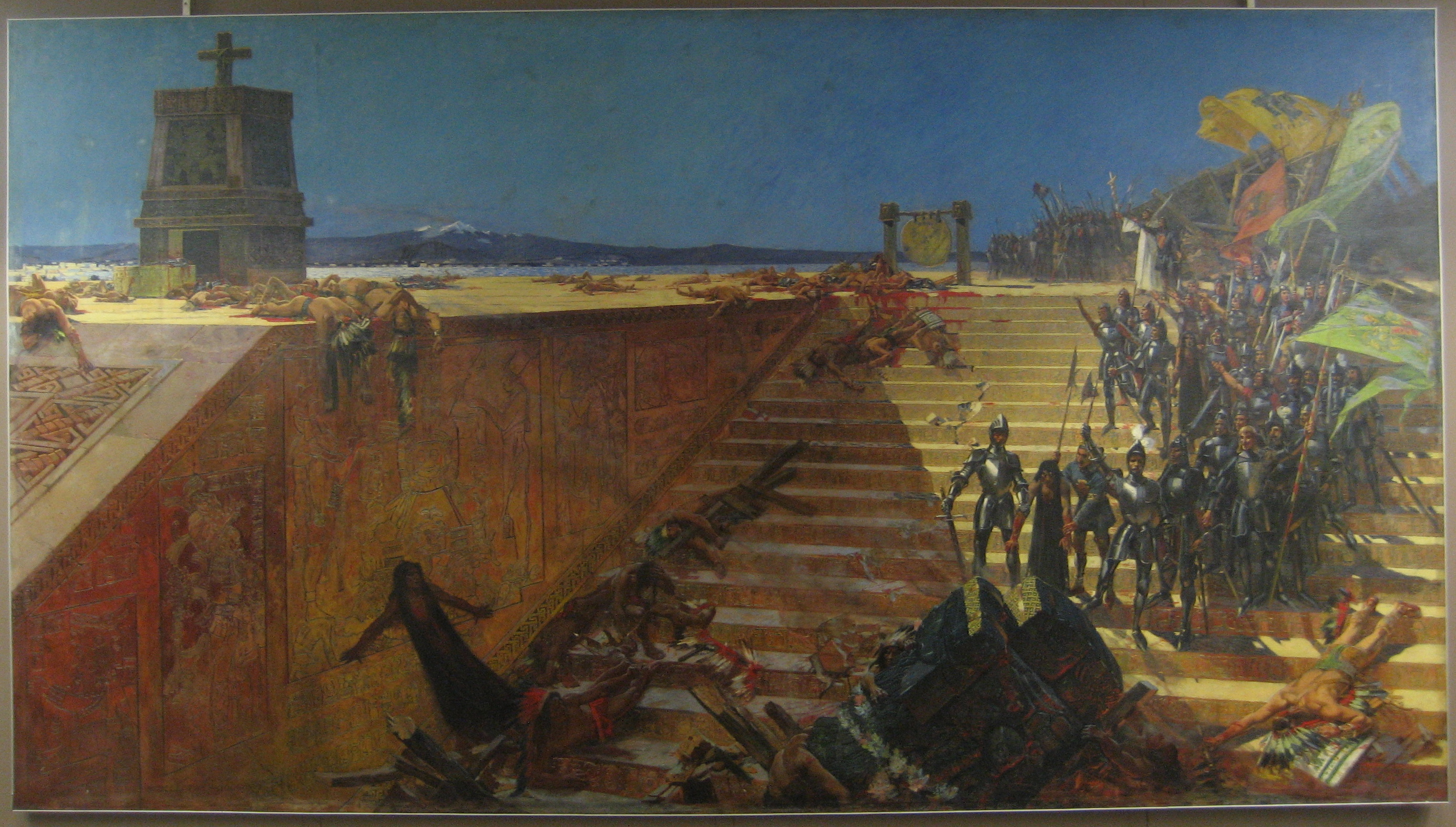
Derniers jours de Tenochtitlan (Université Tulane -La Nouvelle-Orléans) 1899.
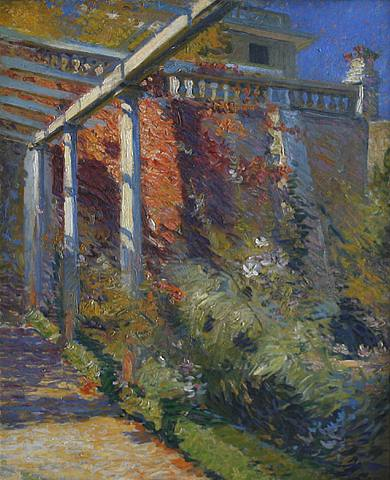
Jardin en contrebas sous le mur, Villa Francesca, Setauket, Long Island, 1915.
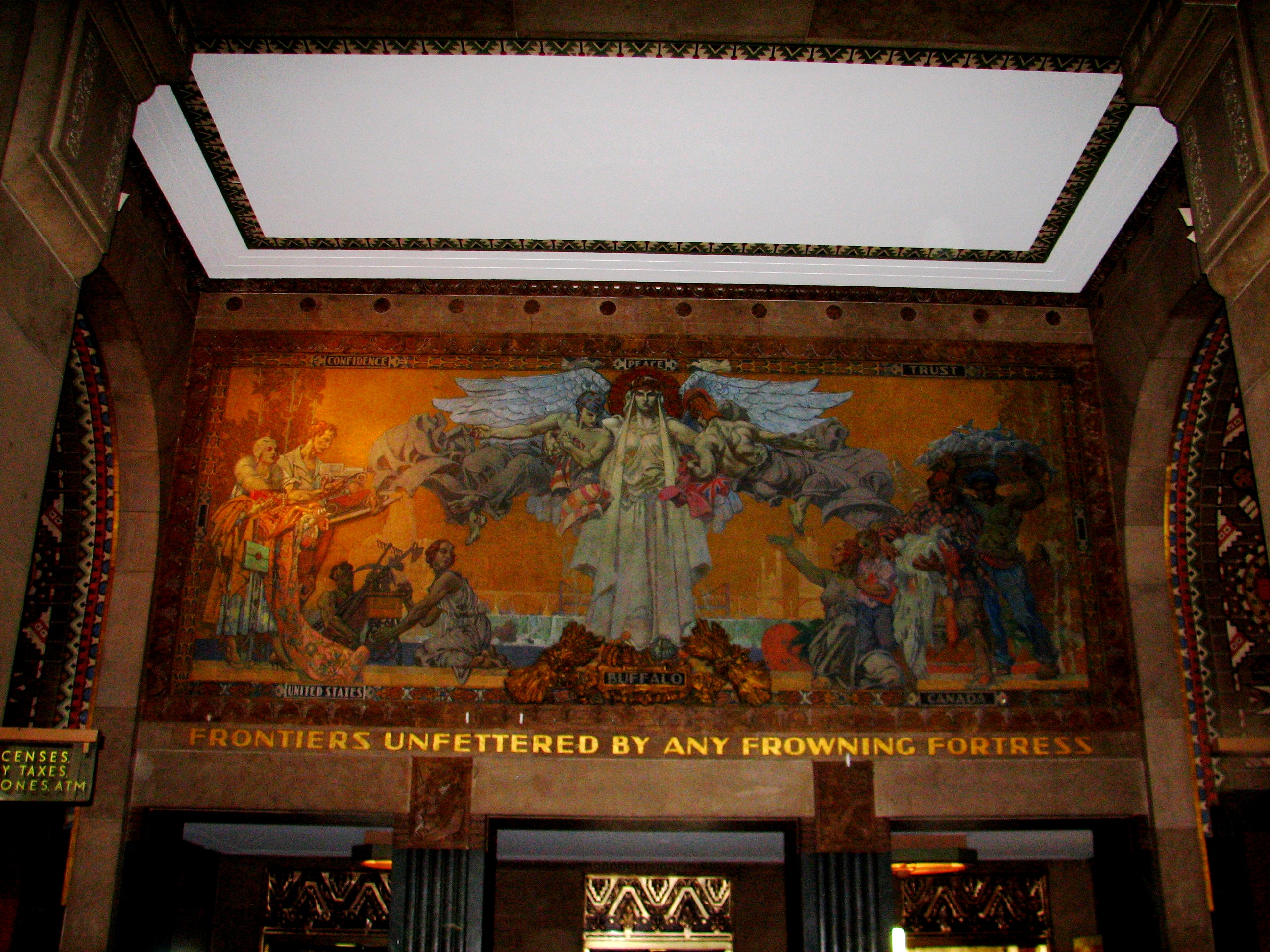
Peinture murale de l'hôtel de ville de Buffalo (Buffalo, New York) 1931.
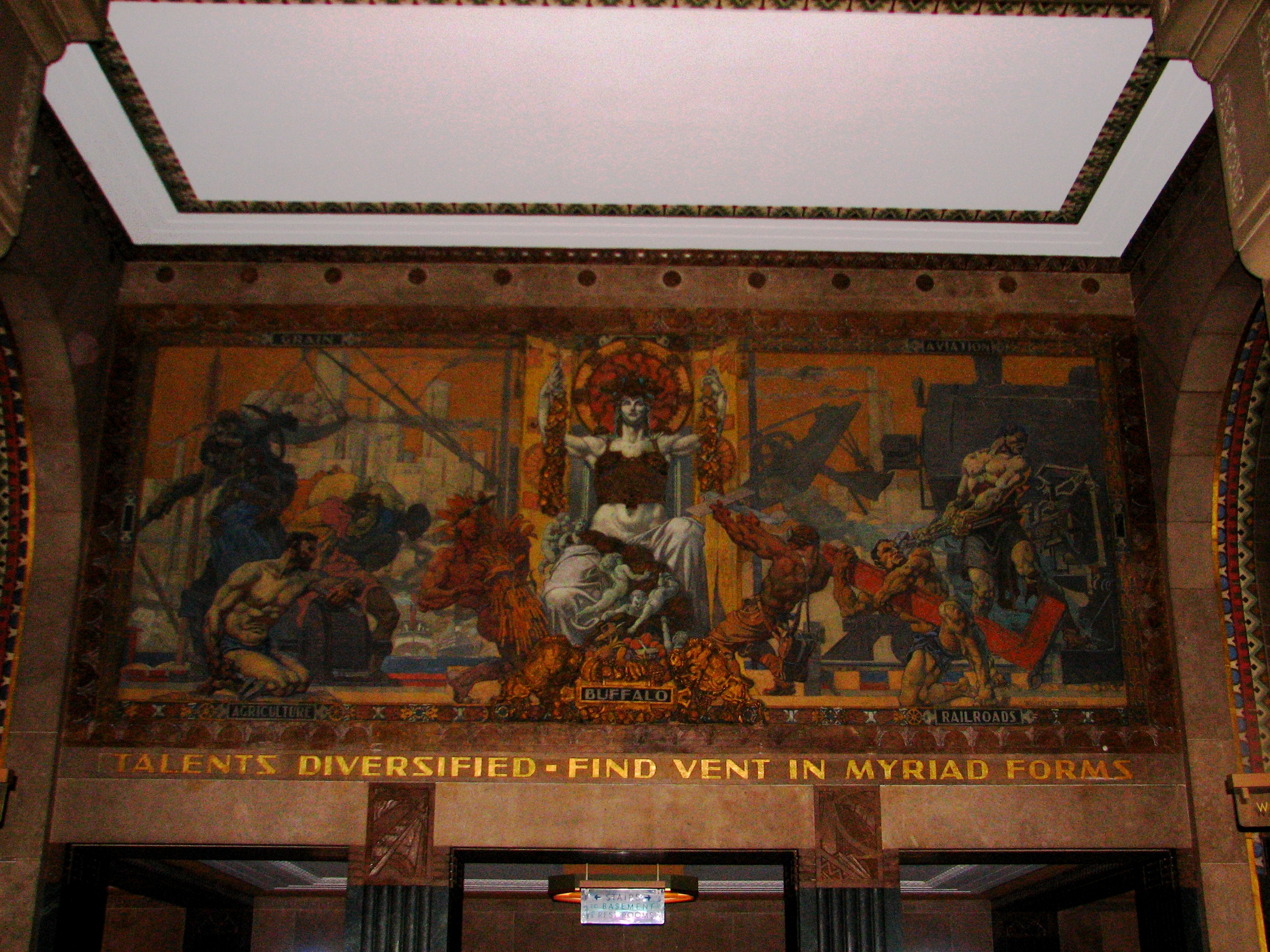
Peinture murale de l'hôtel de ville de Buffalo (Buffalo, New York) 1931.
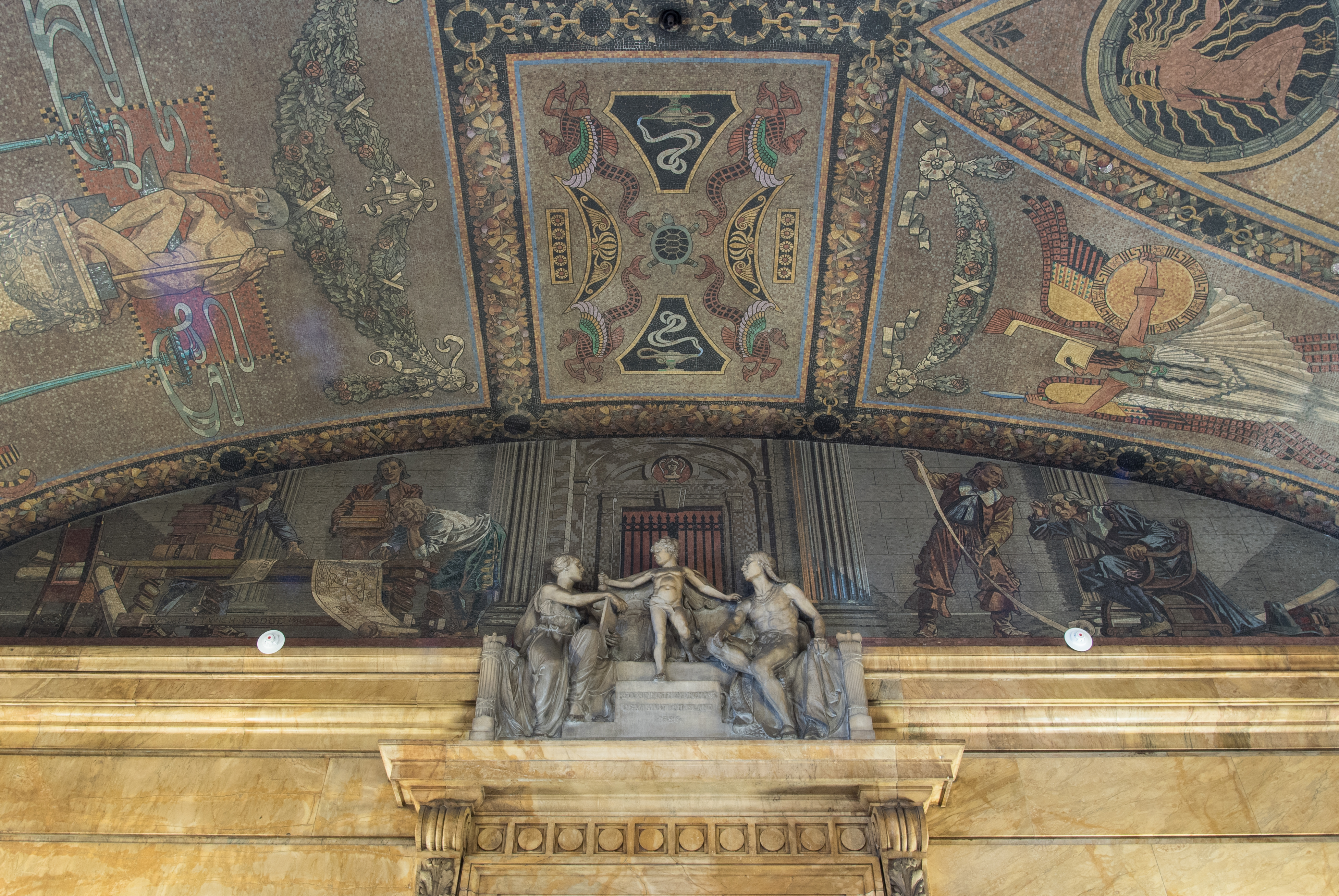
Mosaïque, Surrogate's Courthouse.
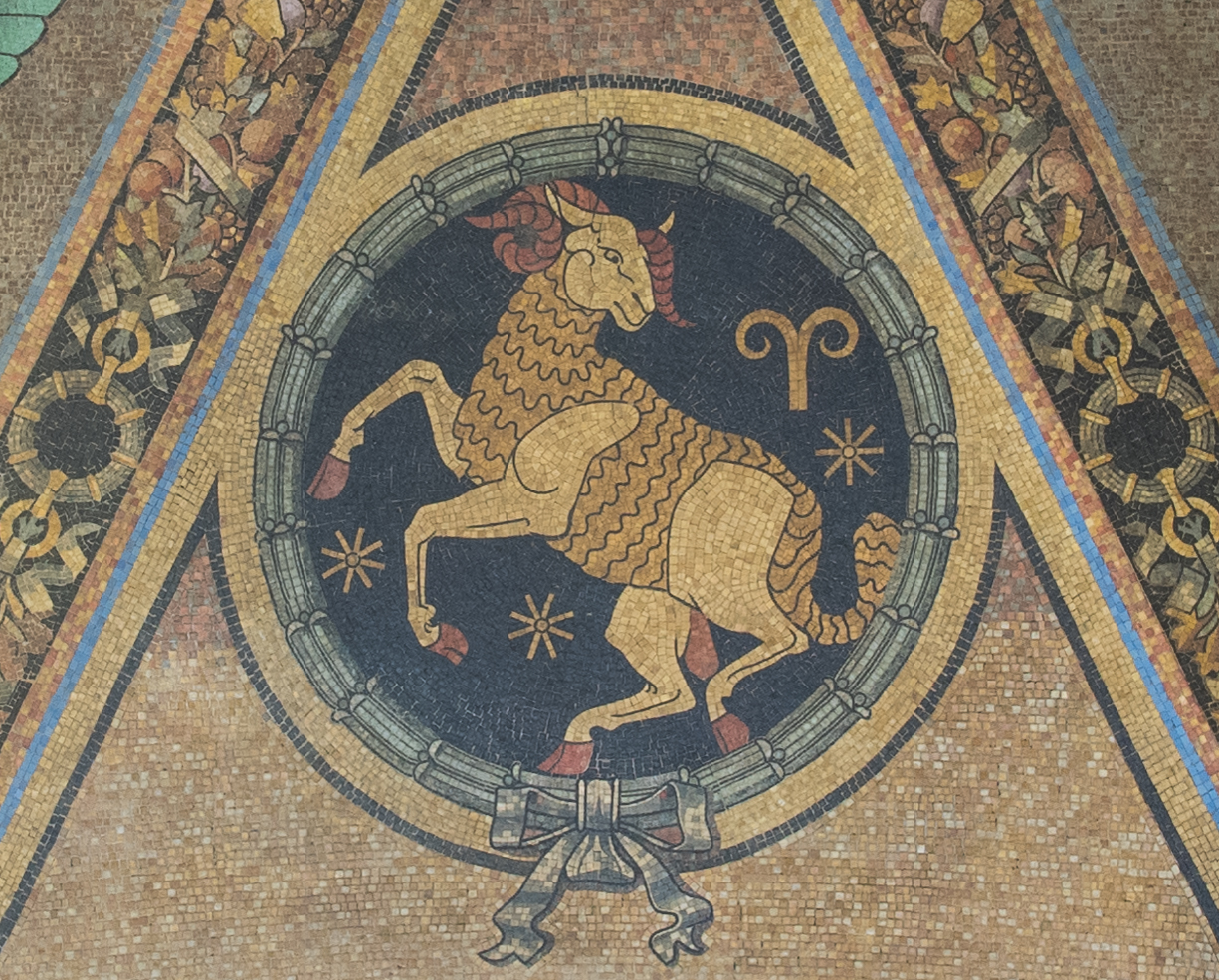
Détail de la mosaïque du Surrogate's Courthouse.